# 小行星5773
小行星5773（英語：5773）是一颗围绕太阳公转的小行星。1989年7月2日，埃莉諾·赫琳在帕洛马山发现了此天体。
这颗小行星的绝对星等为264.0955982220447等。